# 埃克巴赫河 (施利拉赫河支流)
47°45′11″N 11°48′37″E / 47.753088°N 11.810303°E

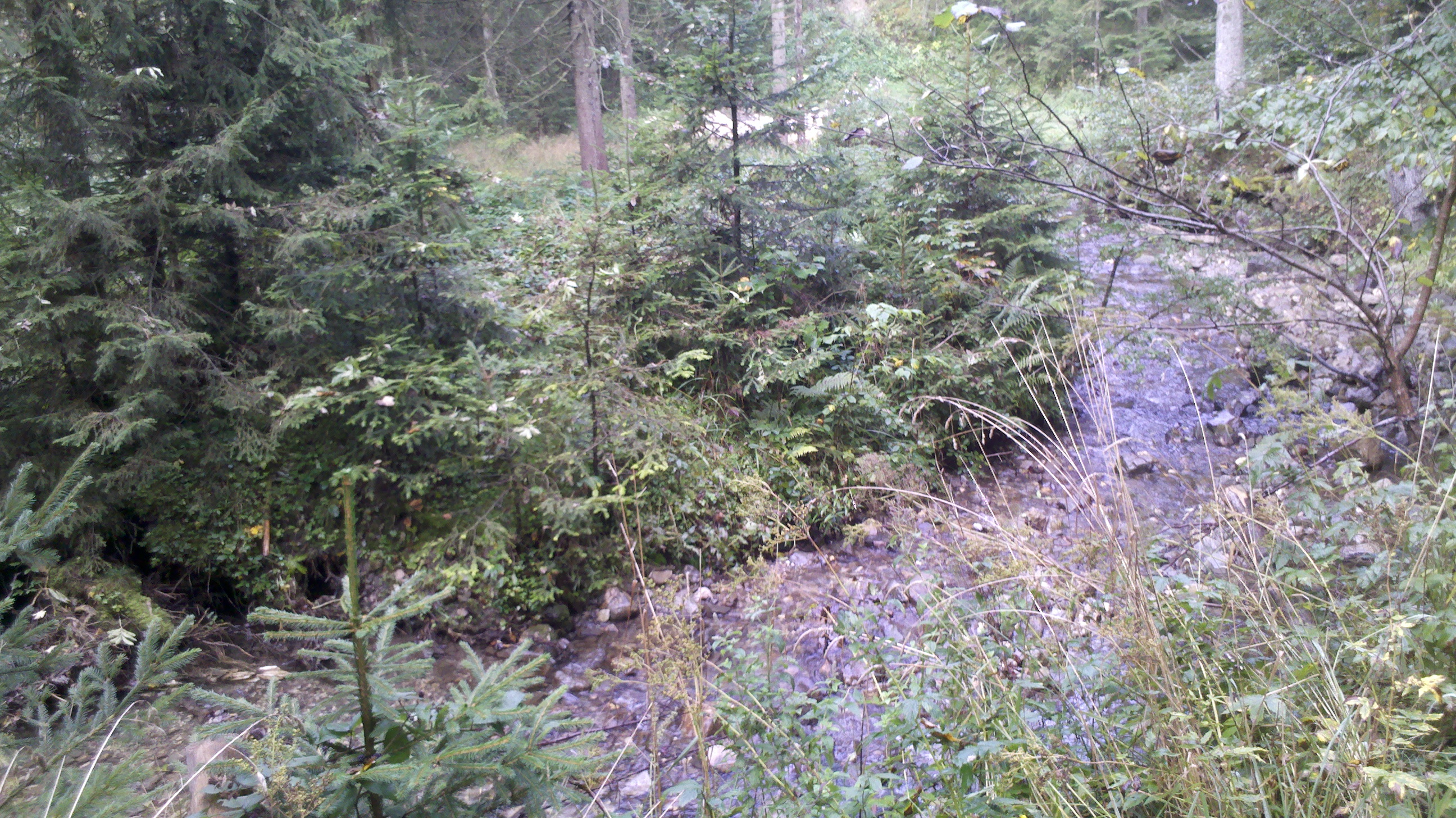

埃克巴赫河是德國的河流，位於該國東南部，由巴伐利亞負責管轄，屬於施利拉赫河的左支流，河道全長3公里，河口處在奧爾山北坡。